# Emilio Renart
Emilio Renart (Mendoza, 4 de febrero de 1925-Buenos Aires, 9 de septiembre de 1991) fue un pintor, docente y escultor argentino de vanguardia alineado en el informalismo.

## Trayectoria
Se graduó en la Escuela Nacional de Bellas Artes Prilidiano Pueyrredón y en la Escuela Superior de Bellas Artes de la Nación Ernesto de la Cárcova. 
En 1964 ganó el Premio Especial del Instituto Di Tella por la serie Integralismo y el Premio Braque viajando a Francia en 1968. 
En 1967 representa al país a la Bienal de San Pablo junto a Juan Carlos Distéfano y David Lamelas. 
Entre 1969 y 1976 se alejó de la actividad plástica, dedicándose a la docencia. 
Recibe el Premio Konex en 1982
Se realizó una muestra homenaje en el Centro Cultural Borges de Buenos Aires en el año 2002

## Publicaciones
- 1987 - Emilio Renart, “Creatividad”, Ediciones Anzilotti